# Copa CEV de Voleibol Feminino
Copa CEV de Voleibol Feminino (em Portugal, Taça CEV de Voleibol Feminino) é um torneio internacional de clubes de voleibol feminino organizado pela Confederação Europeia de Voleibol. É a segunda competição mais importante em nível de clubes da Europa. Até 2000, o campeonato era denominado Copa das Copas, quando foi renomeado para Copa Top Teams, adotando a designação atual a partir da temporada 2007/2008. Com isso, o torneio anteriormente chamado Copa CEV teve o título alterado para Challenge Cup. O vencedor desta competição pode conquistar uma vaga na Liga dos Campeões da Europa. O atual campeão é o Eczacıbaşı SK, da Turquia.

## Títulos por país
| País              | Títulos | Anos                                                                                    |
| Itália            | 14      | 1994, 1995, 1996, 1997, 2000, 2005, 2006, 2008, 2009, 2010, 2011, 2012, 2019, 2021,2023 |
| União Soviética   | 10      | 1973, 1974, 1977, 1983, 1986, 1987, 1988, 1989, 1990, 1991                              |
| Alemanha Oriental | 4       | 1975, 1978, 1984, 1985                                                                  |
| Rússia            | 4       | 1998, 2015, 2016, 2017                                                                  |
| Turquia           | 5       | 1999, 2004, 2014, 2018, 2022                                                            |
| Checoslováquia    | 2       | 1976, 1979                                                                              |
| Hungria           | 2       | 1980, 1981                                                                              |
| Alemanha          | 2       | 1992, 1993                                                                              |
| Polónia           | 1       | 2013                                                                                    |
| Bulgária          | 1       | 1982                                                                                    |
| Bélgica           | 1       | 2001                                                                                    |
| França            | 1       | 2003                                                                                    |
| Espanha           | 1       | 2007                                                                                    |
| Azerbaijão        | 1       | 2002                                                                                    |